# Yuvacık, Çaldıran
Yuvacık là một xã thuộc thành phố Çaldıran, tỉnh Van, Thổ Nhĩ Kỳ. Dân số thời điểm năm 2011 là 412 người.